# James Edwards Rains
James Edwards Rains (10 avril 1833 - 31 décembre 1862) est un avocat et colonel de l'armée des États confédérés pendant la guerre de Sécession. Il est promu et nommé brigadier général le 4 novembre 1862, mais sa nomination n'est pas confirmé à la date de sa mort. Il est tué alors qu'il mène sa brigade à la bataille de Stones River (Murfreesboro) le 31 décembre 1862, avant la confirmation par le sénat des États confédérés de sa nomination.

## Avant la guerre

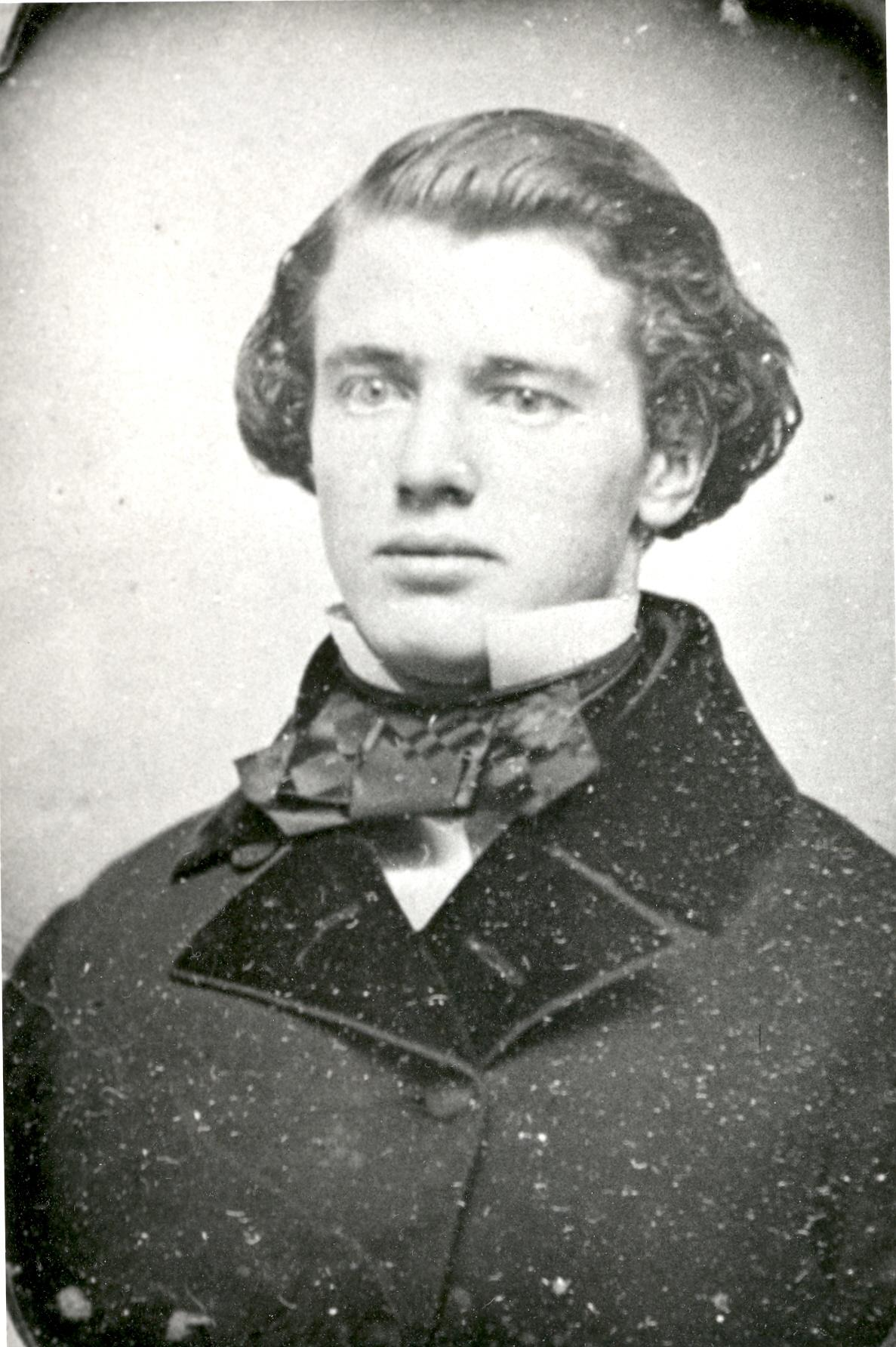
Photo de promotion 1854 de Yale

Rains naît le 10 avril 1833 à Nashville, Tennessee, le fils d'un pasteur méthodiste, le révérend John et de Lucinda Cartwright Rains. Il passe sa jeunesse à faire de la sellerie dans la petite sellerie de son père. Un bienfaiteur lui prête 400 $ pour s'inscrire à Yale, où il termine deuxième dans la promotion 1854 de l'école de droit de Yale. Pendant qu'il est à Yale, il est membre de la société Linonian, et remporte le premier prix pour son discours, « Est-ce que la maxime,« Notre Pays vrai ou faux » est digne de notre soutien ? » Le premier prix des discours prononcés dans les sociétés des frères et Linonian, Yale College, pour l'année 1854, (Pgs. 5-12). 
Il sert comme directeur de l'institut Millwood nouvellement formé dans le comté de Cheatham. Il est rédacteur en chef adjoint du Daily Republican Banner, servant sous son camarade futur général confédéré, Felix Zollicoffer. Rains est un membre actif du parti whig, et est initialement opposé à la sécession. Il est élu procureur de la ville de Nashville en 1858.

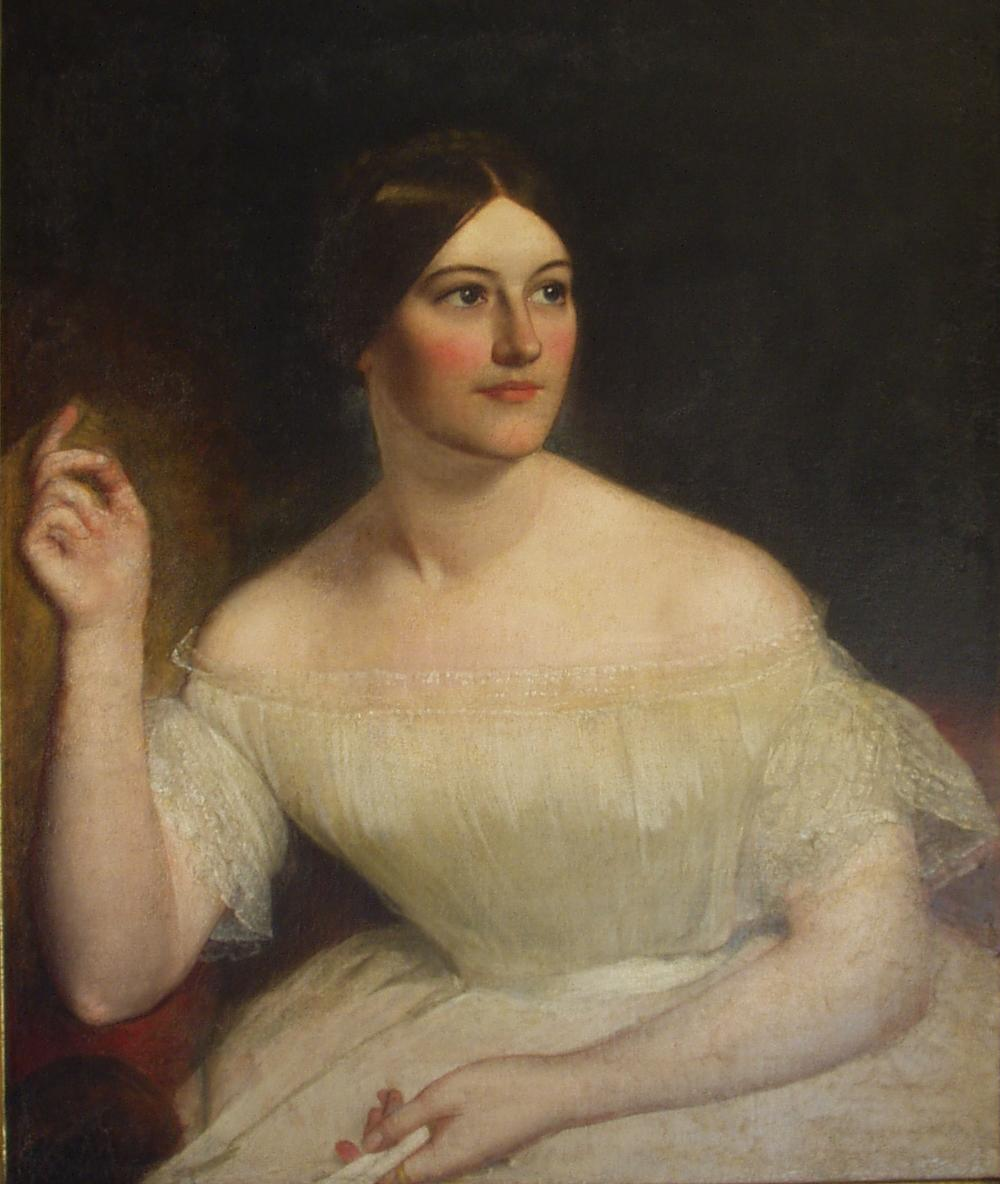
Ida Yeatman Rains, épouse de James E. Rains

Il épouse Ida Yeatman plus tard dans l'année, et leur seul enfant, une fille nommée Laura, naît en 1859. Rains est procureur général de son district judiciaire des comtés de Davidson, Williamson et Sumner en 1860.

## Guerre de Sécession
Lorsque la guerre de Sécession éclate, en dépit de ses objections personnelles à la notion de sécession, Rains s'enrôle en avril 1861 dans l'armée confédérée comme soldat dans les « Hermitage Guards », une compagnie locale. Il est rapidement élu premier lieutenant, capitaine et enfin nommé colonel du 11th Tennessee Infantry, succédant à George E. Maney. Il est nommé le 10 mai 1861. La plus grande partie de son service militaire s'effectue dans le Tennessee oriental. Au cours de l'hiver 1861-62, il commande la garnison à Cumberland Gap et repousse de nombreuses tentatives des forces de l'Union de prendre le col. Le col ne tombe pas avant le mois de juin 1862, lorsque les fédéraux contournent enfin sa position. Sa défense du col s'avère essentielle, puisque le Tennessee oriental aurait été complètement perdu pour les confédérés beaucoup plus tôt, en 1862. Mais les forces que le major général Edmund Kirby Smith a rassemblé à Knoxville, en plus de ceux dans les environs de Cumberland Gap, rendent l'occupation de l'Union de ce poste une victoire presque stérile. En août, Smith avance dans le Kentucky, laissant le major général Carter L. Stevenson avec une forte division pour opérer contre le général de l'Union Morgan, qui tient le col avec environ 9 000 hommes. Le colonel Rains commande une brigade de la division de Stevenson. Le succès de Kirby Smith dans la campagne du Kentucky contraint finalement les forces de l'Union à abandonner Cumberland Gap et à retraiter à travers le Kentucky oriental jusqu'à la rivière Ohio.
Rains est récompensé pour sa contribution à Cumberland Gap en étant promu et nommé brigadier général le 4 novembre 1862. Lorsque le général Braxton Bragg concentre son armée à Murfreesboro, dans le Tennessee, au cours du même mois, la brigade de Rains constituée de troupes de Caroline du Nord, d'Alabama et du Tennessee part pour Murfreesboro et est affectée à la division du major général John P. McCown dans le corps de Hardee. Lors de la bataille de Stones River le 31 décembre 1862, Rains est tué d'une balle dans le cœur et meurt instantanément tout en menant sa brigade en avant dans une attaque contre l'artillerie de l'Union. Ses derniers mots sont « en avant mes braves gars, en avant ! ». Le sénat des États confédérés n'a pas confirmé la nomination de Rains en tant que brigadier général à la date de sa mort.
Rains est d'abord enterré sur le champ de bataille, mais le père de Rains, sa femme, Ida, et sa fille de trois ans rencontrent le major général de l'Union William Rosecrans et demandent officiellement le corps du général Rains. Il est transporté au travers des lignes et inhumé dans le cimetière de Nashville City. En 1888, Rains est de nouveau enterré dans la section confédérée du cimetière de Mount Olivet à Nashville.

## Honneurs
Après la guerre, les membres survivants de la 11th Tennessee du comté de Dickson nomment leur camp du groupe d'anciens combattants, la division du Tennessee de l'association des soldats confédérés, en l'honneur de James E. Rains.